# El pobrecito embustero
El pobrecito embustero es una obra de teatro de Victor Ruiz Iriarte, estrenada en 1953.

## Argumento
La obra nos muestra la historia de Lorenzo,un atontado profesor de instituto,que debe sufrir no solo las burlas de sus alumnos,sino también,el desprecio de su mujer.Debido a un error,se propaga la noticia de que Lorenzo,se encuentra muy enfermo,hasta el punto,de quedarle tan solo un mes de vida.De repente,todo el mundo le complace en sus deseos.Finalmente, descubrirá el engaño,provocando que las cosas vuelvan a ser como antes,o incluso peores,ya que la gente se ha ofendido por el engaño.Un verdadero accidente le permitirá,por fin,gozar del afecto de todos.

## Estreno
- Teatro Comico, Madrid, 4 de abril de 1953.
  - Dirección: Antonio Vico.
  - Escenografía: Emilio Burgos.
  - Intérpretes: Carmen Carbonell (Rosalia) , Antonio Vico (Lorenzo) , Berta Riaza (Loreto), Pilar Bienert (Magda), Jorge Vico (Pedrín), Lolita Galvéz (Clotilde), Mayda Monterrey (Linda), Maruja Carrasco (Doña Águeda), Joaquin Puyol (Don Julián).

### Televisión
- 28 de agosto 1967, en el espacio Novela (TVE), de TVE. Intérpretes: Manuel Alexandre, Tota Alba, Maria Jose Goyanes, Juan Diego, Margarita Calahorra.